# آدم كراجوسكي
آدم كراجوسكي (4 أكتوبر 1929 – 25 أكتوبر 2000) هو مبارز بالسيف بولندي راحل، مثّل بلاده في الألعاب الأولمبية الصيفية 1952.

## روابط خارجية
آدم كراجوسكي على موقع اللجنة الأولمبية الدولية (الإنجليزية)
- آدم كراجوسكي على موقع أوليمبيديا (الإنجليزية)
- آدم كراجوسكي على موقع اللجنة الأولمبية البولندية (مؤرشف) (البولندية)